# Brand im Worcester Cold Storage and Warehouse 1999
Der Brand im Worcester Cold Storage and Warehouse ereignete sich am 3. Dezember 1999 in einem leerstehenden Kühllagerhaus in Worcester, Massachusetts, USA und führte zum Tod von sechs Feuerwehrleuten, welche sich in den fensterlosen Stockwerken verlaufen hatten. Laut Aufzeichnungen der National Fire Protection Association war dies der opferreichste Verlust von Feuerwehrleuten bei einem Gebäudebrand, bei dem weder ein Strukturzusammenbruch noch eine Explosion zu den Todesopfern beigetragen hat.

## Gebäude
Das Bauwerk der Worcester Cold Storage and Warehouse Company war im Jahr 1906 erbaut sowie 1912 erweitert worden und umfasste einen ganzen Stadtblock an der Franklin Street, nahe der Union Station und angrenzend an die Interstate 290, fünf Blocks östlich des zentralen Geschäftsviertels der Stadt. Es verfügte über einen Keller, sechs oberirdische Stockwerke, zwei Treppenhäuser, von denen eines im dritten Stock endete, sowie vier Aufzugsschächte für alle Ebenen und diente zur Lagerung von Rindfleisch, welches in Kühlwaggons aus Chicago angeliefert wurde. Fenster gab es nur im ersten Stock und in einem Bürobereich an der nordöstlichen Ecke des zweiten Stocks. Die ungefähre Außenhöhe betrug 24 Meter, die Stockwerke waren zwischen 650 m² und 743 m² groß. Die Lagerräume waren labyrinthartig angeordnet und miteinander verbunden.
Zur Isolierung bestand das Gebäude aus 45 cm dicken Ziegelwänden. Die Innenwände waren mit Schichten aus Kork überzogen, die mit Teer, Polystyrolschaum und Polyurethane imprägniert waren. Auch diese isolierenden Schichten waren bis zu 45 cm dick. 1983 und nochmals 1987 war das Gebäude verkauft worden, ehe es 1989 aufgegeben wurde und anschließend häufig von Obdachlosen benutzt wurde. Das Bauwerk verfügte weder über Brandmelde- und Löschsysteme, noch über Brandwände oder Feuerschutztüren.

## Verlauf des Brandes
Das Feuer war aus Unachtsamkeit von zwei Obdachlosen am 3. Dezember 1999 zwischen 16:30 und 17:45 Uhr im zweiten Stock ausgelöst worden und wurde erst gegen 18:13 Uhr entdeckt. Die Feuerwehrleute lokalisierten den Brand im ehemaligen Bürobereich des zweiten Stocks und stellten eine nur leichte Rauchentwicklung im Lagerbereich fest. Am Dach wurde die Abdeckung eines Aufzugsschachts entfernt, um das Entweichen von Rauch und heißen Gasen zu ermöglichen.
Da die Einsatzkräfte von einem Zeugen über die Möglichkeit der Anwesenheit von Personen in dem Gebäude informiert wurden, startete eine Suchaktion. Während ein Team vom ersten Stock aus mit dem Absuchen der Etagen nach oben begann, startete ein weiteres Team mit dem Absuchen des Gebäudes vom Dach abwärts. Diese Teams meldeten Brandgeräusche, konnten aber keine Flammen sehen. Die Bedingungen verschlechterten sich rasch, da sich der Qualm über die Stiegenhäuser und Aufzugsschächte ausbreitete und immer dichter wurde. Das Feuer selbst konnte trotz Einsatzes mehrerer Wasserschläuche nicht gelöscht werden und verstärkte sich durch das zahlreich vorhandene Isoliermaterial.
Von 18:46 Uhr bis 19:15 Uhr trafen wiederholt Hilferufe über Funk ein, dass Feuerwehrleute die Orientierung verloren hätten und ihnen die auf rund 30 Minuten begrenzte Atemluft ausginge. Widersprüchliche Angaben über ihren Aufenthaltsort und eine völlige Unkenntnis der Einsatzmannschaften über den Grundriss des Gebäudes, verschärften die Lage. Auf der Suche nach den Feuerwehrleuten verlor dann eine weitere Rettungsmannschaft im fünften Stock die Orientierung. Weitere Suchaktionen über die Stiegenhäuser mussten aufgrund der Hitze und des Rauches eingestellt werden.
Um 19:58 Uhr wurde die Evakuierung eingeleitet, da ein Gebäudeeinsturz nicht mehr ausgeschlossen werden konnte. Für die folgenden 20 Stunden wurde der Außenangriff aufrechterhalten, wobei die oberen vier Stockwerke während dieses Verlaufs zusammenbrachen. Die Bergung der Opfer begann am Morgen des 5. Dezember und dauerte sechseinhalb Tage. Der Einsatz war erst am 11. Dezember um 22:27 Uhr beendet. Zum Zeitpunkt der Tragödie befanden sich aufgrund eines Five-alarm 73 Feuerwehrleute im Einsatz beim Kühllagerhaus.
Die sechs Verunglückten waren durch das Einatmen von Rauch, Ruß und heißen Gasen ums Leben gekommen und waren die ersten im Dienst getöteten Feuerwehrleute der Stadt seit 36 Jahren. Nach Abschluss der Branduntersuchungen wurde das Kühllagerhaus abgerissen.

## Auswirkungen
Am 9. Dezember 1999 fand in Worcester eine Gedenkfeier und Prozession für die Feuerwehrleute statt. Der Gottesdienst wurde in mehreren nationalen Nachrichtensendern ausgestrahlt und von Präsident Bill Clinton, Vizepräsident Al Gore, Senator Edward Kennedy und Senator John Kerry besucht.
Die Tragödie führte zu neuen Brandschutzbestimmungen von leerstehenden Gebäuden in Worcester, zudem wurden neue Richtlinien beim Vorgehen in verrauchten Gebäuden, wie dem Verwenden von Führungsseilen und Markierungslinien, oder Flutlicht an Eingangsportalen, verpflichtend.
Im Juli 2000 erschien das Buch 3000 Degrees: The True Story of a Deadly Fire and the Men Who Fought It von Sean Flynn. Am Ort des Brandes steht heute die Feuerwache Franklin Street, welche im November 2008 offiziell eröffnet worden war. Dort befindet sich auch ein Denkmal für die Opfer, welches vom Künstler Brian P. Hanlon entworfen und im Dezember 2008 enthüllt wurde.
Einer der ums Leben gekommenen Feuerwehrleute, Jerry Lucey, war ein Cousin des Komikers und Schauspielers Denis Leary. Dieser gründete im Frühjahr 2000 die Leary Firefighters Foundation, welche jährlich Wohltätigkeitsveranstaltungen abhält. Der Erlös kommt den Feuerwehren von Zentral-Massachusetts und Familien von Feuerwehrleuten zugute, welche im Einsatz getötet oder verletzt wurden.
Eine Verfilmung des Dramas durch Warner Bros. Entertainment scheiterte 2004 an den Protesten von Feuerwehrleuten in ganz Nordamerika, welche befürchteten, dass der Film den Familien der toten Feuerwehrleute emotionale Wunden zufügen würde. Die Dreharbeiten hätten am 10. Mai 2004 in Toronto beginnen sollen, für die Hauptrollen waren Ed Harris und Woody Harrelson vorgesehen. Jedoch wurde das Ereignis lose, mit geänderten Charakteren und Orten, aber visuellen Parallelen, im Film Im Feuer von 2004 übernommen. Dort spielen Joaquin Phoenix und John Travolta die Hauptrollen.